# Prader-Willi-Syndrom
Das Prader-Willi-Syndrom (PWS), auch unter den Synonymen Prader-Labhard-Willi-Fanconi-Syndrom, Urban-Syndrom und Urban-Rogers-Meyer-Syndrom bekannt, ist eine vergleichsweise seltene, durch ein beschädigtes Chromosom 15 des Menschen bedingte Behinderung. Es beruht auf einer angeborenen Genmutation bzw. einem mutationsbedingten Fehler im genomischen Prägungsmechanismus des Chromosoms 15 (Mikrodeletionssyndrom) und geht mit körperlichen, stoffwechselbezogenen und kognitiven Symptomen einher, die durch eine Fehlfunktion des Zwischenhirns verursacht werden.

## Symptome
Babys mit Prader-Willi-Syndrom haben direkt nach der Geburt Bewegungsarmut, Muskelschwäche und ein niedriges Geburtsgewicht und nehmen nur langsam zu. Sie beginnen nicht zu schreien oder schreien nur sehr schwach und haben häufig Saug- und Schluckstörungen.

## Geschichte
Die ursprüngliche Erstbeschreibung der Symptomatik geht auf John Langdon Down zurück, der auch Kinder mit dem Williams-Beuren-Syndrom beschrieb und durch die ausführliche Erstbeschreibung des nach ihm benannten Down-Syndroms bekannt wurde. Eine 21-jährige Frau mit Prader-Willi-Syndrom wurde von ihm im Jahre 1864 beschrieben.
Das Prader-Willi-Syndrom wurde 1956 erstmals unter wissenschaftlichen Gesichtspunkten detailliert von den Zürcher Kinderärzten Andrea Prader, Alexis Labhard und Heinrich Willi beschrieben. Sie erläuterten die einzelnen Symptome, aber konnten keine Aussagen zu den Ursachen machen. Im Jahre 1981 fand man heraus, dass das Prader-Willi-Syndrom in etwa 70 % der Fälle durch eine Unvollständigkeit des väterlichen Chromosoms 15 hervorgerufen wird.

## Häufigkeit
Das Prader-Willi-Syndrom tritt meist sporadisch und bei durchschnittlich einem von 10.000 bis 15.000 Kindern auf. Mädchen und Jungen sind etwa gleich häufig betroffen. In Einzelfällen sind familiäre Häufungen und Geschwisterfälle beschrieben.

## Ursachen
Ursache des Syndroms ist, dass die vom Vater vererbte Genkopie unvollständig oder nicht funktional ist. Der Chromosomenabschnitt 15q11-13 unterliegt einer sogenannten genomischen Prägung, das heißt, dass bestimmte Gene auf diesem Abschnitt ausschließlich auf dem vom Vater stammenden und andere nur auf dem von der Mutter stammenden Chromosom aktiv sind. Beim Prader-Willi-Syndrom werden gewisse väterliche Gene nicht exprimiert und die entsprechenden auf dem mütterlichen Chromosom sind stillgelegt; somit fehlt das Genprodukt komplett.
In den letzten Jahren konnte man durch genauere genetische Markierungstechniken verschiedene Ursachen auf Ebene der Chromosomen feststellen. Man unterscheidet die oben bereits genannte paternale Deletion, bei der ein Stück des vom Vater geerbten Chromosoms 15 fehlt (Mikrodeletion), die maternale Disomie, bei der zwei mütterliche Chromosomen 15 vorliegen und das des Vaters fehlt (uniparentale Disomie 15), oder einen Fehler in der genomischen Prägung des Chromosomenabschnitts. Das Prader-Willi-Syndrom zählt zu den Besonderheiten, bei denen in der Regel ein Funktionsausfall von Genen, die genomischer Prägung unterliegen, als Ursache festzustellen ist.
Wenn nicht das väterliche Chromosom 15, sondern das von der Mutter stammende von der Deletion in diesem Bereich betroffen ist, führt dies zum Angelman-Syndrom. Gehäuft tritt diese genetische Besonderheit im verwandtschaftlichen Umfeld von Menschen mit Prader-Willi-Syndrom auf. Für das Prader-Willi-Syndrom werden verschiedene Gene, die gleichzeitig durch Deletion verloren gegangen sind, als Auslöser diskutiert, das SNRPN-Gen und das Necdin-Gen.
Die beobachtbaren Auswirkungen des Prader-Willi-Syndroms lassen sich zu einem Großteil auf eine fehlende Hormonfreisetzung (Gonadotropin-Releasing-Hormon) im Hypothalamus zurückführen, die durch die beschriebenen genetischen Besonderheiten verursacht wird. Die fehlerhafte Hormonfreisetzung beeinflusst andere hormonproduzierende Drüsen, beispielsweise die Schilddrüse, die Nebennieren und die Keimdrüsen (Hoden und Eierstöcke).
Eine Studie ließ vermuten, dass bei Prader-Willi-Syndrom-Patienten eine bestimmte snoRNA (HBII-52) nicht exprimiert wird und daher die Spleißregulation des Serotonin-Rezeptors 5-HT2CR gestört ist. Dies könnte ein möglicher Grund für das gute Ansprechen der Patienten auf selektive Serotonin-Wiederaufnahme-Hemmer (SSRIs) sein. Eine andere Studie zeigt jedoch, dass HBII-52 keine wichtige Rolle für das Prader-Willi-Syndrom spielt. Das Fehlen der SNORD116 (früher HBII-85) snoRNAs führt zu den Hauptsymptomen des Prader-Willi-Syndroms und gilt als Hauptursache.

## Probleme und Therapieansätze in den verschiedenen Lebensaltern
Die Folgen der fehlenden Genabschnitte sind vielfältig und können bei Menschen mit Prader-Willi-Syndrom in unterschiedlicher Weise abhängig vom Alter zum Vorschein kommen.

### Die Fetal-, Neugeborenen- und Säuglingszeit
Fast alle Neugeborenen mit einem Prader-Willi-Syndrom zeigen eine ausgeprägte Muskelhypotonie (Verminderung der Muskelspannung), die sich teils schon während der Schwangerschaft bemerkbar macht. Viele Mütter berichten über verminderte Kindsbewegungen, zu 40–50 % ist eine Kaiserschnittentbindung aufgrund einer Beckenendlagenstellung des Kindes notwendig, die durch vermehrtes Fruchtwasser (Polyhydramnion) hervorgerufen wird. 20–30 % werden vor der 37. Schwangerschaftswoche zu früh geboren, 10–20 % sind für ihr Alter zu klein.
Im Neugeborenenalter zeigen sich eine ausgesprochene Muskelhypotonie (floppy infant) und eine dadurch bedingte Trinkschwäche. Diese ist zu 95 % derart ausgeprägt, dass eine Magensonde eingesetzt werden muss, da sonst eine ausreichende Nahrungsaufnahme nicht gewährleistet ist. Der Säugling schläft außerdem viel, bewegt sich während der Wachphasen vergleichsweise wenig und schreit vermindert. Das Prader-Willi-Syndrom gehört zu den häufigsten Differentialdiagnosen einer über Monate zunächst bleibenden, deutlichen muskulären Hypotonie und Trinkschwäche nach Geburt, eine entsprechende genetische Untersuchung (weitere Informationen auf der Webseite des Berufsverbandes deutscher Humangenetiker) sollte deshalb zur basalen Abklärung dieser Symptome gehören. Ferner sind die Augen meist mandelförmig, Schielen (Strabismus) und Kurzsichtigkeit werden bei der Hälfte der Patienten beobachtet (eine erste augenärztliche Untersuchung ist im ersten Lebensjahr notwendig). Ungewöhnlich ist ferner die unterdurchschnittliche Ausbildung der Geschlechtsorgane (Hypogenitalismus), bei Jungen wird häufig ein Hodenhochstand beobachtet. Auch eine Aphallie scheint vorzukommen.
Als Behandlung werden in dieser Zeit Krankengymnastik nach Bobath oder Vojta und eine orofaziale Stimulationstherapie nach Castillo-Morales empfohlen. Vor Entlassung des Neugeborenen aus dem Krankenhaus sollten die Atmung und der Puls stabil sein, was über eine Kardiorespirographie nachgewiesen werden kann.

### Das Kleinkind- und Kindesalter
In den ersten zwei Lebensjahren sollte die Nahrung entsprechend den üblichen Empfehlungen aufgebaut werden. Wichtig ist es, auf das Süßen mit Zucker konsequent zu verzichten, da der Geschmack dadurch ungünstig geprägt wird. Die Kontrolle ausreichender Nahrungszufuhr gelingt durch monatliches Messen und Wiegen und Vergleichen der Werte mit den üblichen Perzentilenkurven für die Normalpopulation. Mit zunehmendem Alter (im zweiten Lebensjahr) werden die Kinder kräftiger und trinken besser, der Verlauf der motorischen Entwicklung (Sitzen, Krabbeln, Laufen) bleibt aber verzögert. Eine mangelhafte Muskelbeherrschung führt trotz optimaler Förderung dazu, dass Kinder mit Prader-Willi-Syndrom motorische Fähigkeiten erst verspätet erlernen (freies Laufen: (15) – 28 – (84) Monate, Hüpfen: (36) – 73 – (105) Monate, Einbeinstand über fünf Sekunden: (44) – 75 – (109) Monate). Auch die Intelligenzleistungen sind eingeschränkt, in der Regel im Sinne einer Lernbehinderung, deren Auswirkungen sich insbesondere in den Bereichen des Kurzzeitgedächtnisses und der Abstraktionsfähigkeit zeigen. Der Sprechbeginn ist häufig verzögert (erste Worte: (12) – 23 – (72) Monate), Sprachgebrauch und Ausdrucksweise sind im Folgenden völlig unterschiedlich: Neben PWS-Kindern, die sich gut in zwei Sprachen artikulieren können, erreichen einige PWS-Kinder dauerhaft nur einen Sprachschatz, der nicht über einzelne Worte hinausgeht. Ab dem zweiten Lebensjahr ist neben der Krankengymnastik die Anbindung an eine Frühförderstelle zu empfehlen, ferner eine logopädische Förderung nach Erlangung des freien Laufens.
Ab dem vollendeten zweiten Lebensjahr wird in der Regel eine Wachstumshormontherapie begonnen; diese verbessert neben der Endgröße u. a. die Muskelspannung, die Trainierbarkeit, die psychische Befindlichkeit und die Blutfette. Ein Hodenhochstand sollte im zweiten Lebensjahr behandelt werden. Knick-Senkfüße treten zu 90 % auf und sollten mit entsprechenden Einlagen behandelt werden. Schlafbezogene Atemstörungen können durch die muskuläre Hypotonie, durch vermehrte Infekte der oberen Atemwege, durch Adenoide oder durch eine Vergrößerung der Tonsillen verursacht werden. Lautes Schnarchen mit Atempausen ist durch eine schlafmedizinische Untersuchung abzuklären.
Im Verlauf des dritten Lebensjahres entwickelt sich ein übermäßiges, zwanghaftes Hungergefühl, das körperliche Ursachen hat und nicht bewusst regulierbar ist. Dies führt, solange es nicht von außen streng kontrolliert wird, unweigerlich zu starkem Übergewicht, was durch die typische Bewegungsunlust verstärkt wird. Die zunehmende Selbständigkeit macht ein Abschließen der Küchen und Vorratsräume notwendig. Der durchschnittliche tägliche Energiebedarf liegt bei ca. 2/3 des Bedarfes eines altersgleichen normalgewichtigen Kindes. Dieses Problem der fehlenden Appetitsteuerung nimmt einen wesentlichen Anteil im Alltag mit Menschen mit Prader-Willi-Syndrom ab dem Kindergartenalter ein.
Sobald das gemeinsame Problem der Muskelhypotonie in den Hintergrund tritt, kommt die fördernde Behandlung individueller Entwicklungsstörungen des Gleichgewichtes und der Feinmotorik, der Sprache und der sozialen Interaktion in den Vordergrund. Störungen der sozialen Interaktion manifestieren sich meist in massiven Trotzphasen und in emotionaler Labilität.

### Schul- und Jugendalter
Eine wichtige Rolle für die weitere Entwicklung spielt die Auswahl einer geeigneten Schulform. Dabei sollten die individuellen Möglichkeiten und die örtlichen Gegebenheiten berücksichtigt werden. Zu Beginn des Schulalters kann eine Skoliose (seitliche Wirbelsäulenverkrümmung) auftreten. Bettnässen aufgrund der körperlichen Entwicklungsverzögerung (primäre Enuresis nocturna) kann für die Familien eine sehr belastende Situation darstellen.
Die als direkte Folge der fehlenden Hormonfreisetzung unterentwickelten Geschlechtsorgane führen zu einer meist später einsetzenden, gelegentlich jedoch auch verfrühten und unvollständigen Pubertät, was mit wenigen Ausnahmen zur Unfruchtbarkeit führt. Der pubertäre Wachstumsschub bleibt aus, deshalb sind eine geringe Körpergröße (Männer durchschnittlich 1,55 m; Frauen durchschnittlich 1,50 m), eine veränderte Körperproportion (teilweise extreme Adipositas, insbesondere an Bauch, Hüfte und Schenkel) und eine geringere Knochendichte häufig. Dem wird durch das weiterhin notwendige Ernährungsmanagement und durch die Wachstumshormontherapie (die in der Regel um das zwölfte Lebensjahr beendet werden kann) entgegengewirkt, was nicht immer einfach zu bewerkstelligen ist: Viele Heranwachsende neigen zu Wutanfällen und Temperamentsausbrüchen, die sich bei zunehmendem Autonomiebedürfnis auch gegen diese Maßnahmen richten.
Als Stärke von Kindern mit Prader-Willi-Syndrom gilt eine Reihe von Schlüsselqualifikationen: Sie werden häufig als einsichtig, freundlich, sozial, humorvoll, warmherzig und hilfsbereit beschrieben. Das Langzeitgedächtnis funktioniert meist sehr gut und abhängig vom allgemeinen Intelligenzgrad entwickeln viele Kinder mit Prader-Willi-Syndrom eine große Freude am Lesen.

### Erwachsenenalter
Die Lebenserwartung von Menschen mit Prader-Willi-Syndrom ist verkürzt, was vor allem durch die Adipositas und die Folgeschäden der häufig zusätzlich auftretenden Zuckerkrankheit (Diabetes mellitus) bedingt ist, allerdings konnten hier in den letzten 15–20 Jahren durch eine früh einsetzende, konsequente Therapie erhebliche Verbesserungen erreicht werden. Im Erwachsenenalter treten zunehmende neurologische und psychiatrische Probleme auf, die eine enge Kooperation zwischen Internisten und Neuropsychiatern erforderlich machen.

## Schwierigkeiten im sozialen Umgang
Ein häufiger familiärer Streitpunkt bei einem Kind mit Prader-Willi-Syndrom ist die Frage nach dem Essen. Das starke Hungergefühl des betroffenen Kindes lässt sich nicht mit Vernunft in den Griff bekommen, da es biologischen Ursprungs ist. Oft stehlen Kinder mit Prader-Willi-Syndrom anderen Personen ihr Essen und vertilgen gar Abfälle oder Nichtessbares.
Als weitere Schwierigkeit kann sich die mitunter sehr hohe Emotionalität der Kinder herausstellen. Nur selten ist es Kindern mit Prader-Willi-Syndrom möglich, ihre Gefühle auf eine sozial akzeptierte Weise auszudrücken. Eine übertriebene und sehr starke Gefühlsäußerung ist die Folge. Eine niedrige Frustrationstoleranz kann in Folge ausschlaggebend für eine Krise sein.
Auch die Unfähigkeit, Veränderungen im Alltag zu akzeptieren, gibt immer wieder Grund zu Konflikten. Schon die vage Aussicht, dass der Tagesrhythmus gestört werden könnte, kann ein Kind mit Prader-Willi-Syndrom in Stress versetzen.

## Diagnose
Um die anhand klinischer Kriterien vorgenommene Diagnose stellen zu können, müssen bei Patienten unter drei Jahren mindestens fünf der folgenden Kriterien (darunter mindestens vier Hauptkriterien) vorliegen. Bei Patienten über drei Jahren müssen insgesamt mindestens acht Kriterien (davon mindestens fünf Hauptkriterien) erfüllt sein.
Hauptkriterien sind:
- Muskuläre Hypotonie
- Fütterungsprobleme
- Massive Gewichtszunahme nach dem zwölften Lebensmonat
- Charakteristisches Gesicht mit Dolichocephalie, mandelförmigen Augen und herabgezogenen Mundwinkeln
- Kleinwuchs
- Hypogonadismus
- Hypopigmentierung
- Entwicklungsverzögerung
- Übermäßiger Appetit
- Deletion auf einem fünfzehnten Chromosom im Bereich 15q11-13

Nebenkriterien sind:
- Verminderte Kindsbewegungen während der Schwangerschaft
- Verhaltensauffälligkeiten
- Schlafapnoen
- Akromikrie (Kleine Hände und Füße)
- Schmale Hände
- Fehlsichtigkeit
- Zäher Speichel
- Artikulationsprobleme
- Übermäßiges Hautkratzen

## Differentialdiagnose
Differentialdiagnostisch sind u. a. abzugrenzen das Snyder-Robinson-Syndrom oder die Trisomie Xq28.

## Therapie
Das Prader-Willi-Syndrom ist nicht ursächlich heilbar.
Die Therapie erfolgt darum vorwiegend symptomatisch. Ob durch einen frühzeitigen Eingriff zum Ausgleich der fehlenden Hormone die Ausprägung des Prader-Willi-Syndroms gemildert werden kann, ist unter Experten noch umstritten. Jedoch gilt eine solche Wachstumshormontherapie in manchen Kreisen schon als erfolgreich, es wird auf eine Normalisierung von Körpergröße, Körperfettanteil und Muskelmasse im Rahmen von Studien verwiesen. Weiterhin sollen derartig behandelte Kinder im Laufe der Behandlung körperlich aktiver und zufriedener geworden sein, Verhaltensauffälligkeiten gingen zurück.
Es gibt verhaltenstherapeutische Methoden, die positive Effekte auf das Verhaltensrepertoire von Menschen mit Prader-Willi-Syndrom haben können. Voraussetzung hierfür ist jedoch die Fähigkeit zu einer gewissen Selbstkontrolle über das zwanghafte Verhalten. Problematisch ist wie immer bei der konkreten Anwendung von lerntheoretischem Wissen, dass sein undifferenzierter Einsatz schnell zu einer Art Dressur verkommen kann.
1998 wurde am pädiatrischen Zentrum des St.-Bernward-Krankenhauses in Hildesheim ein überregionaler Schwerpunkt für Patienten mit Prader-Willi-Syndrom eingerichtet, um den Besonderheiten des Krankheitsbildes in allen Altersstufen interdisziplinär Rechnung zu tragen; es wurden 146 Patienten aus dem ganzen Bundesgebiet dort behandelt (siehe unter Literatur: Lämmer und Weimann, 2007).
Die Stiftung Kreuznacher Diakonie unterhält ein Kompetenzzentrum für Menschen mit Prader-Willi-Syndrom in Bad Sobernheim mit einem Beratungszentrum und einer Wohngruppe. Im Betrieb Bad Sobernheim der Werkstätten für Menschen mit Behinderung gibt es ein besonderes Angebot für Menschen mit Prader-Willi-Syndrom.

## Hörfunk
- Thomas Gaevert: Ich weiß nicht, woher es kommt. Südwestrundfunk, Erstsendung 18. November 2015, Reportage für SWR2 Tandem – 25 Minuten.